# Луціус Шепард
Лу́ціус Ше́пард (21 серпня 1943 — 18 березня 2014) — американський письменник. Писав у жанрах наукової фантастики, фентезі, також магічного реалізму.

## Життєпис
Народився 1943 року у Лінчбурзі (штат Вірджинія). Перші оповідання Шепарда з'явилися у 1983 році, а перший роман, «Зелені очі» (англ. Green Eyes) — у 1984. На той час його тексти зараховували до руху кіберпанку. Шепард почав писати пізно, працювавши до того на різних роботах, у тому числі він грав рок-н-рол у Midwest і багато мандрував Європою та Азією. У рецензії на «Зелені очі» Algis Budrys відзначає його «легкість стилю розповіді, що бере початок з глибокої любові і поваги до мови та з літератури, що їх виростила».
Луціус Шепард отримав декілька нагород за свою наукову фантастику: у 1985 році він дістав нагороду Джона Кемпбела як найкращий новий автор, у 1986 році — нагороду «Неб'юла» «за найкращу новелу» за свою «R&R», що пізніше стала частиною роману «Життя під час війни» (1987). Цей роман отримав нагороду Kurd-Laßwitz-Preis у 1990 році. Новела «Barnacle Bill the Spacer» отримала нагороду Гюго у 1993 році. Вірш «Білі поїзди» отримав премію Райслінга у 1988-му. Дві раніші змібки оповідань отримали World Fantasy Award як найкращі збірки: «Мисливець на ягуарів» (англ. The Jaguar Hunter) у 1988 та «Кінець колекції Землі» (The Ends of the Earth Collection) у 1992. Його новела «Вакансія» (Vacancy) отримала Shirley Jackson Award 2008 році.
Лусіус Шепард проживав у Портленді, штат Орегон.

## Теми та розвиток
Упродовж кар'єри письменника Шепард торкнувся багатьох тем. У ранніх роботах він багато писав про Центральну Америку. Це стосується науково-фантастичних оповідань про високотехнологічну війну в джунглях у близькому майбутньому, як-то «R&R» і «Сальвадор», а також історій більше в жанрі магічного реалізму. Деякі з них, такі як «Чорний корал» (про американця, що живе на острові поблизу Гондурасу) та «Мисливець на ягуарів» (історія про чоловіка, якого борги дружити спонукають полювати на міфічного чорного ягуара, якого його народ вважає священним), досліджують конфлікти культур. Шепард подорожував по Центральній Америці і певний час там жив.
Шепард майже не писав фантастику у 1990-х. Повернувся до неї наприкінці десятиліття такими роботами, як повість "Радіальна зелена зірка (Radiant Green Star), яка отримала Locus Award як найкраща новела 2001 року. Хоча він продовжував писати про Центральну Америку, його інтереси переміщувалися на північ: він опублікував два короткі романи «Довідник американської молитви» та «Мандрівник», дія яких відбувається у Північній Америці. Також він публікує чимало робіт, де культура і географія відіграють другорядну роль (для прикладу, новелу «Jailwise»), віддаючи перевагу акцентувати на ширших питаннях, як роль справедливості у суспільстві.
Чимало пізніших робіт Шепарда були не фантастичними. Він досліджував Freight Train Riders of America і проводив час на залізниці, пишучи як художні, так і публіцистичні роботи на основі побаченого. Він також писав регулярні огляди фільмів для The Magazine of Fantasy & Science Fiction та electricstory.com. Його рецензії відзначалися загальною зневагою до сучасного стану американського кінематографу.
Згідно з його колегою James Patrick Kelly, Шепард був завзятим спортивним уболівальником, і часто використовував драматичні спортивні моменти як натхнення для письма.
Улітку 2008 року він перебрався до Neuchatel (Швейцарія) для роботи над кількома сценаріями. Був у журі Neuchâtel International Fantastic Film Festival (NIFFF) разом з американським режисером Джо Данте.
Помер у березні 2014 року у віці 70 років.

### Романи та новели
- «Зелені очі» (Green Eyes) (1984)
- «Життя під час війни» (Life During Wartime) (1987)
- «Прекрасна дочка мисливця на луску» (The Scalehunter's Beautiful Daughter) (1988) (новела)
- «Батько каменів» (The Father of Stones) (1988) (новела)
- «Калімантан» (Kalimantan) (1990) (новела)
- «Золотий» (The Golden) (1993)
- «Останній раз» (The Last Time) (1995) (новела)
- «Валентинка» (Valentine) (2002) (Four Walls Eight Windows, новела)
- «Ацтеки» (Aztechs) (2003) (Subterranean Press, новела)
- «Аварія „Луїзіани“» (Louisiana Breakdown) (2003) (новела)
- «Кольт полковника Резерфорда» (Colonel Rutherford's Colt) (2003) (новела)
- «Цятка» (Floater) (2003)
- «Будинок брехуна» (Liar's House) (2004) (Subterranean Press, новела)
- «Довідник американської молитви» (A Handbook of American Prayer) (Thunder's Mouth Press, 2006)
- «Мандрівник» (Viator) (2004)
- «Трухільйо» (Trujillo) (2005)
- «М'яко кажучи» (Softspoken) (2007)
- «Зірки крізь камінь» (Stars Seen through Stone) (2007) у журналі F&SF (новела)
- «Місто на Геловін» (Halloween Town) (2009), там же (новела)
- The Taborin Scale (2010) (Subterranean Press, новела)
- «Череп» (The Skull) (2012) (Subterranean Press, новела)
- «Прекрасна кров: Роман про дракона Гріоля» (Beautiful Blood: A Novel of the Dragon Griaule) (2014) (Subterranean Press)

### Збірки
- «Мисливець на ягуарів» (The Jaguar Hunter) (1987; 2001, друге дороблене видання; Four Walls Eight Windows)
- Nantucket Slayrides (з Robert Frazier) (1988)
- The Ends of the Earth (1990)
- Sports & Music (1994)
- Barnacle Bill the Spacer and Other Stories (1997; Four Walls Eight Windows; published in US as Beast of the Heartland)
- Trujillo and Other Stories (2004)
- Two Trains Running (2004)
- Eternity and Other Stories (2005) (Thunder's Mouth Press)
- Dagger Key and Other Stories (2007)
- The Best of Lucius Shepard (2008) (Subterranean Press)
- Skull City and Other Lost Stories (2008)
- Vacancy & Ariel (2009)
- Viator Plus (2010)
- The Dragon Griaule (2012) (Subterranean Press, six inter-related novellas and novelettes)
- Five Autobiographies and a Fiction (2013) (Subterranean Press, short stories)

### Не художнє
- Weapons of Mass Seduction (2005)
- With Christmas in Honduras: Men, Myths and Miscreants in Modern Central America (2014)

### Рецензії на фільми
- Шепард вів регулярну колонку оглядів фільмів для Magazine of Fantasy and Science Fiction.

### Комікс
- Vermillion (1996—1997, серія коміксів: письменник)

## Роботи, доступні онлайн
- Abimagique. Архів оригіналу за 10 лютого 2008. Процитовано 13 листопада 2014.
- AZTECHS. Архів оригіналу за 10 лютого 2008. Процитовано 13 листопада 2014.
- Emerald Street Expansions. Архів оригіналу за 10 лютого 2008. Процитовано 13 листопада 2014.
- The Emperor. Архів оригіналу за 10 лютого 2008. Процитовано 13 листопада 2014.
- The Jaguar Hunter [Архівовано 26 листопада 2014 у Wayback Machine.]
- Jailwise. Архів оригіналу за 10 лютого 2008. Процитовано 13 листопада 2014.
- Liar's House. Архів оригіналу за 10 лютого 2008. Процитовано 13 листопада 2014.
- The Night of White Bhairab[недоступне посилання з липня 2019]
- Over Yonder. Архів оригіналу за 10 лютого 2008. Процитовано 13 листопада 2014.
- Senor Volto. Архів оригіналу за 10 лютого 2008. Процитовано 13 листопада 2014.
- A Walk in the Garden. Архів оригіналу за 10 лютого 2008. Процитовано 13 листопада 2014.